# جو هندرسون (لاعب كرة قاعدة)
جو هندرسون (بالإنجليزية: Joe Henderson)‏ هو لاعب كرة قاعدة أمريكي، ولد في 7 يونيو 1946 في Lake Cormorant, Mississippi ‏ في الولايات المتحدة.

## وصلات خارجية
- جو هندرسون على موقعبيزبول رفرنس.كوم (الدوري الرئيسي) (الإنجليزية)
- جو هندرسون على موقعبيزبول رفرنس.كوم (الدوري الثانوي) (الإنجليزية)